# Dmitri Wassiljewitsch Stassow

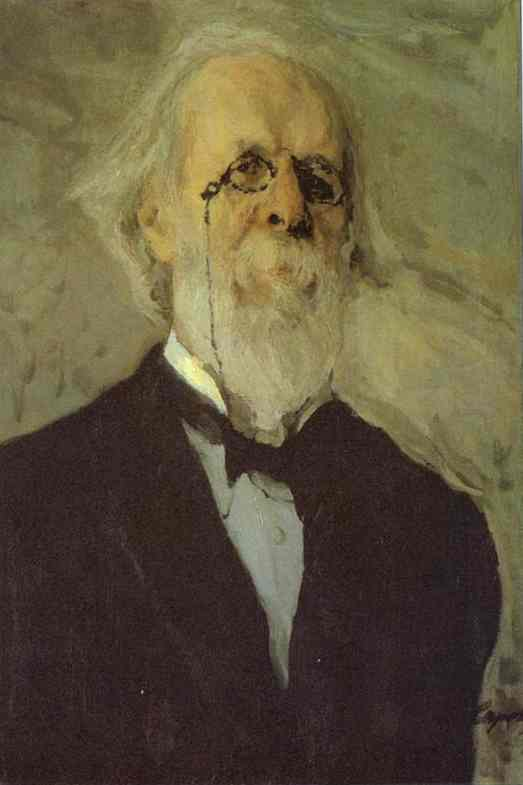
Dmitri Wassiljewitsch Stassow (W. A. Serow, 1908)

Dmitri Wassiljewitsch Stassow (russisch Дмитрий Васильевич Стасов; * 20. Januarjul. / 1. Februar 1828greg. in St. Petersburg; † 28. April 1918 in Petrograd) war ein russischer Jurist.

## Leben
Stassow, Sohn des unbegüterten adligen Architekten Wassili Petrowitsch Stassow, besuchte wie sein älterer Bruder Wladimir zusammen mit K. P. Pobedonoszew die Kaiserliche Rechtskundeschule in St. Petersburg mit Abschluss 1847. Darauf diente er im Heroldsamt des Regierenden Senats. Im Sommer 1856 nahm er als Herold an der Krönung Alexanders II. teil und erhielt einen Brillantring mit Rubin. 1858 wurde er Obersekretär des Zivildepartments des Senats. 1859 organisierte er einen Kreis junger Juristen. Er trug wesentlich zur Vorbereitung der Gerichtsreform Alexanders II. von 1864 bei.
Im September 1861 verließ Stassow den öffentlichen Dienst und wurde als freier Rechtsanwalt tätig. Im Zuge der Einführung der neuen Gerichtssatzung von 1864 gehörte Stassow zu den ersten, die sich als Vereidigte Anwälte zur Vertretung an Bezirksgerichten und Rechtskammern anmeldeten. Im April 1866 wurde er in einer offiziellen Feier in das neue Amt eingeführt. Kurz darauf wurde er zum Vorsitzenden des Rats der Vereidigten Anwälte in St. Petersburg gewählt. Er wurde regelmäßig wiedergewählt, bis er den Vorsitz 1914 abgab.
Stassow war Verteidiger in einer Reihe bedeutender politischer Prozesse gegen Mitglieder der Narodnaja Wolja, so im Prozess gegen D. W. Karakasow 1866.
Stassow war mit vielen Künstlern, Literaten und Komponisten befreundet. 1871 und 1881 führte er die Prozesse als Rechtsvertreter P. I. Tschaikowskis und seines Herausgebers Peter Jürgenson gegen den Direktor der St. Petersburger Hofkapelle N. I. Bachmetew und den Oberpolizeimeister A. A. Koslow, der die von Jürgenson herausgegebene Liturgie des Johannes Chrysostomos Tschaikowskis unter Berufung auf spezielle Anordnungen der Synoden von 1816 und 1846 konfisziert hatte. Stassow gewann beide Prozesse. Der Musikliebhaber Stassow hatte das Klavierspiel bei Anton Gerke und Adolf Henselt gelernt und war insbesondere mit M. I. Glinka, A. S. Dargomyschski, M. A. Balakirew, César Cui und M. P. Mussorgski befreundet. Stassow war einer der Führer der von A. F. Lwow 1850 gegründeten Konzertgesellschaft. 1859 war er Direktor der Russischen Musikgesellschaft. Auch trug er dazu bei, dass 1882 ein Gesetz zur Einführung eines Urheberrechts von 50 Jahren für Komponisten und Vergütungsstandards für Musiker angenommen wurde. Anlässlich des 50. Jahrestages der Gerichtssatzung von 1864 wurde ihm namens der Vereidigten Anwälte ein goldenes Ehrenzeichen überreicht (das einzige in ganz Russland) und ein Kapital für eine Stiftung mit seinem Namen zur Unterstützung von Anwälten aufgebracht.
Stassow war mit Polyxena Stepanowna geb. Kusnezowa (1839–1918) verheiratet. Sie war gesellschaftlich aktiv und verfasste Erinnerungen an die Frauenbewegung. Sie war in den 1860er Jahren von ihrer Schwägerin Nadeschda Wassiljewna Stassowa in die Frauenbewegung einbezogen worden und schloss sich dem Kreis der Marija Trubnikowa im Kampf für die Rechte der Frau an. Sie beteiligte sich an der von Nadeschda Stassowa, Jewgenija Konradi, Marija Trubnikowa,  Nadeschda Beloserskaja und Anna Filossofowa in St. Petersburg gegründeten Gesellschaft für kostengünstige Wohnungen für Bedürftige unter dem Patronat des Großfürsten Michael Nikolajewitsch. Die Gesellschaft wollte auch den Frauen für ihre Existenz intellektuelle Arbeit ermöglichen und dazu in Russland ein System der höheren Bildung für Frauen aufbauen. Ebenso beteiligte sich Polyxena an der Einrichtung und dem Betrieb von (nichtkirchlichen) Sonntagsschulen, die nur zwei Jahre existieren konnten (1861–1862). 1863 gehörte sie zu den 36 Gründungsmitgliedern der von N. W. Stassowa und Anna Engelhardt gegründeten ersten Frauenverlagsgenossenschaft. 1894 unterstützte sie ihre Schwägerin bei der Gründung der Kinderhilfe-Gesellschaft und übernahm die Geschäftsführung, worauf sie 1895 die Vorsitzende wurde. Unter ihrer Führung entstanden Kinderkrippen für bedürftige Kinder.
Dmitri Stassow und Polyxena hatten sechs Kinder. Ihre Tochter Jelena wurde Revolutionärin, während Warwara Musik- und Literaturwissenschaftlerin wurde.
Dmitri Stassows Grab befindet sich in der St. Petersburger Nekropole der Meister der Kunst.